# Baltimora (género)
Baltimora é um género botânico pertencente à família Asteraceae.

## Espécies
- Baltimora geminata
- Baltimora recta